# Rifabutine
Rifabutine (Rfb) is een bactericide antibioticum dat primair gebruikt wordt bij de behandeling van  tuberculose. Het middel is een semi-synthetisch derivaat van rifamycine S.  Het effect van rifabutine is gebaseerd op het blokkeren van de DNA-afhankelijke RNA-polymerase van de bacterie. Het is werkzaam tegen grampositieve en een aantal gramnegatieve bacteriën, alsook tegen een aantal resistente Mycobacteria, zoals Mycobacterium tuberculosis, M. leprae, en M. avium intracellulare.
De stof is opgenomen in de lijst van essentiële geneesmiddelen van de WHO.